# Submissão masculina

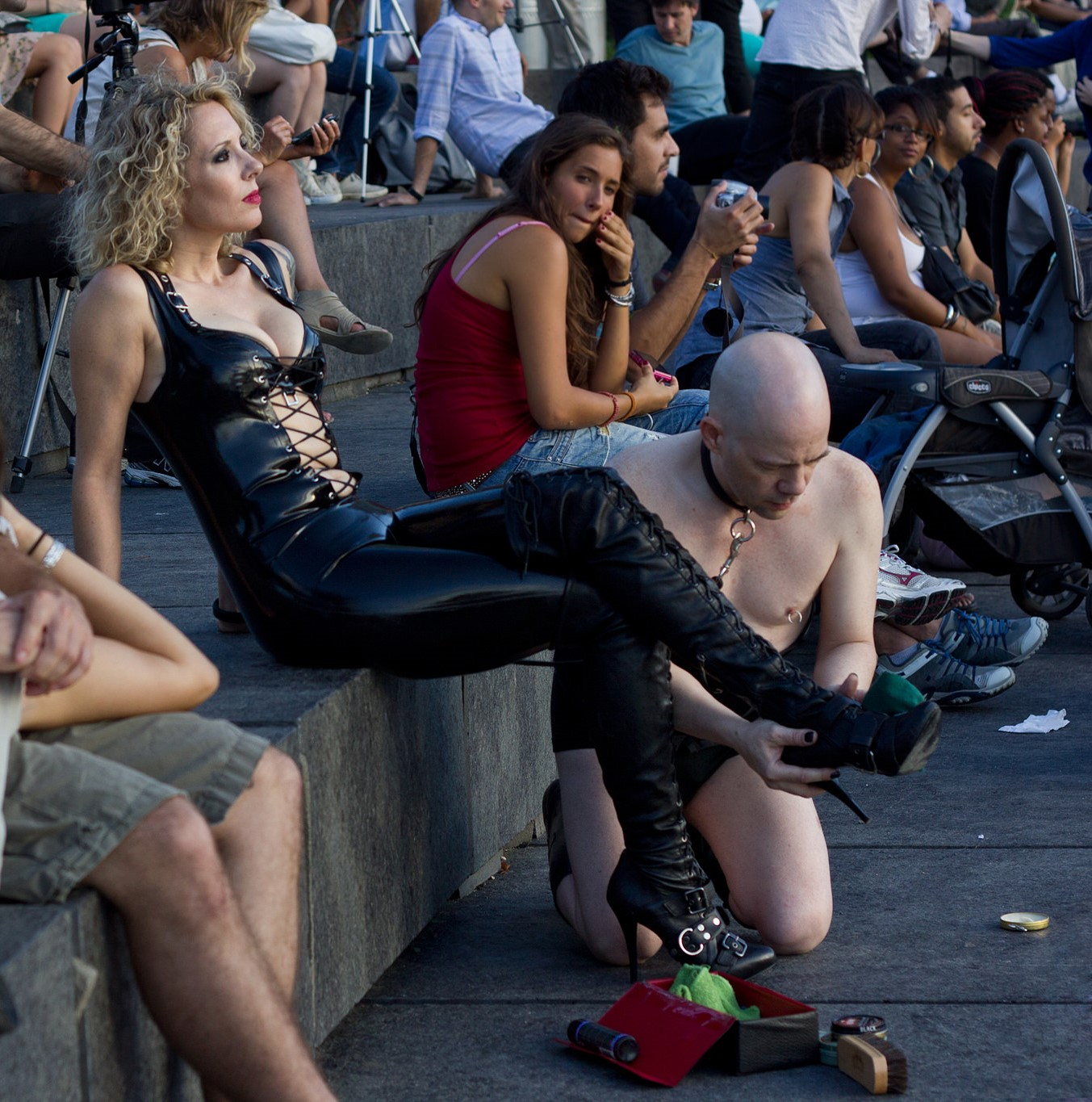
Um submisso limpando a bota de uma dominatrix num parque público do Reino Unido.

Submissão masculina ou malesub é um comportamento no BDSM ou em alguma outra atividade sexual onde o parceiro submisso é do sexo masculino. A mulher que domina o homem durante as práticas sexuais é chamada de dominadora, domme ou dominatrix. A atividade BDSM entre um submisso do sexo masculino e uma dominante do sexo feminino é chamado de femdom (cuja palavra é uma abreviação para female domination, que em português significa "dominação feminina").
A submissão masculina no BDSM pode ser apresentada em diferentes formas e incluir diversas atividades diferentes. As práticas mais comuns onde a submissão é predominantemente ou exclusivamente masculina são: cock and ball torture, negação do orgasmo, feminização, podolatria, cuckold, facesitting, findom, pegging, trampling e clothed female, naked male.
Um estudo de 2015 realizado pela dominatrix e psicóloga brasileira Kalyss Mercury, para o mestrado de Neurociência Cognitiva da Universidade de Oslo, indicou que 46,6% dos homens que praticam BDSM expressam uma preferência em exercer o papel submisso, enquanto apenas 29,5% preferem exercer o papel dominante. Nesse estudo também foi apontado que 24% dos homens consideram-se switches, expressão BDSM para descrever uma pessoa que gosta de desempenhar tanto o papel submisso quanto o papel dominante.